# Basse-Autriche

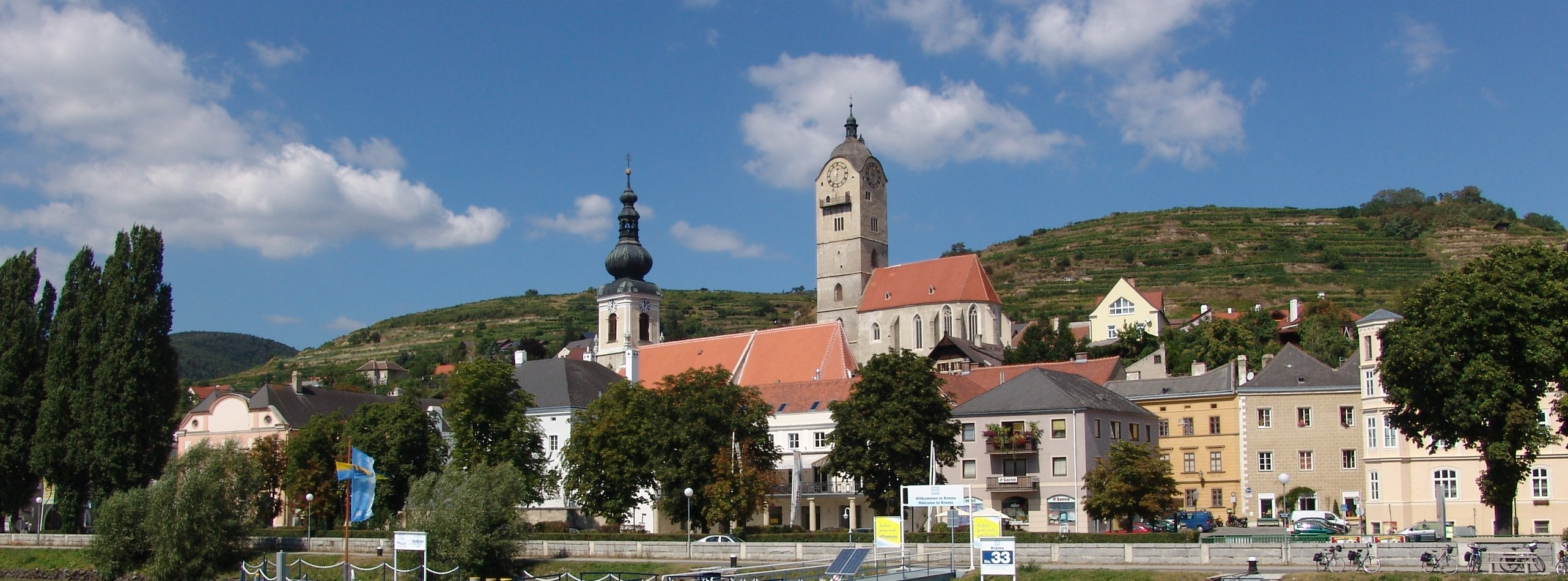
La petite ville de Krems-sur-le-Danube.

La Basse-Autriche (en allemand : Niederösterreich) est le plus étendu des États fédérés d'Autriche et le deuxième plus peuplé après celui de Vienne. Elle partage des frontières avec la Slovaquie, la Tchéquie et les États fédéraux de Haute-Autriche, de Styrie, du Burgenland et de Vienne qu'elle entoure complètement (et dont elle a été séparée en 1922). Après le sondage d'électorat en 1986, Sankt Pölten est devenu la capitale de l'État de Basse-Autriche.

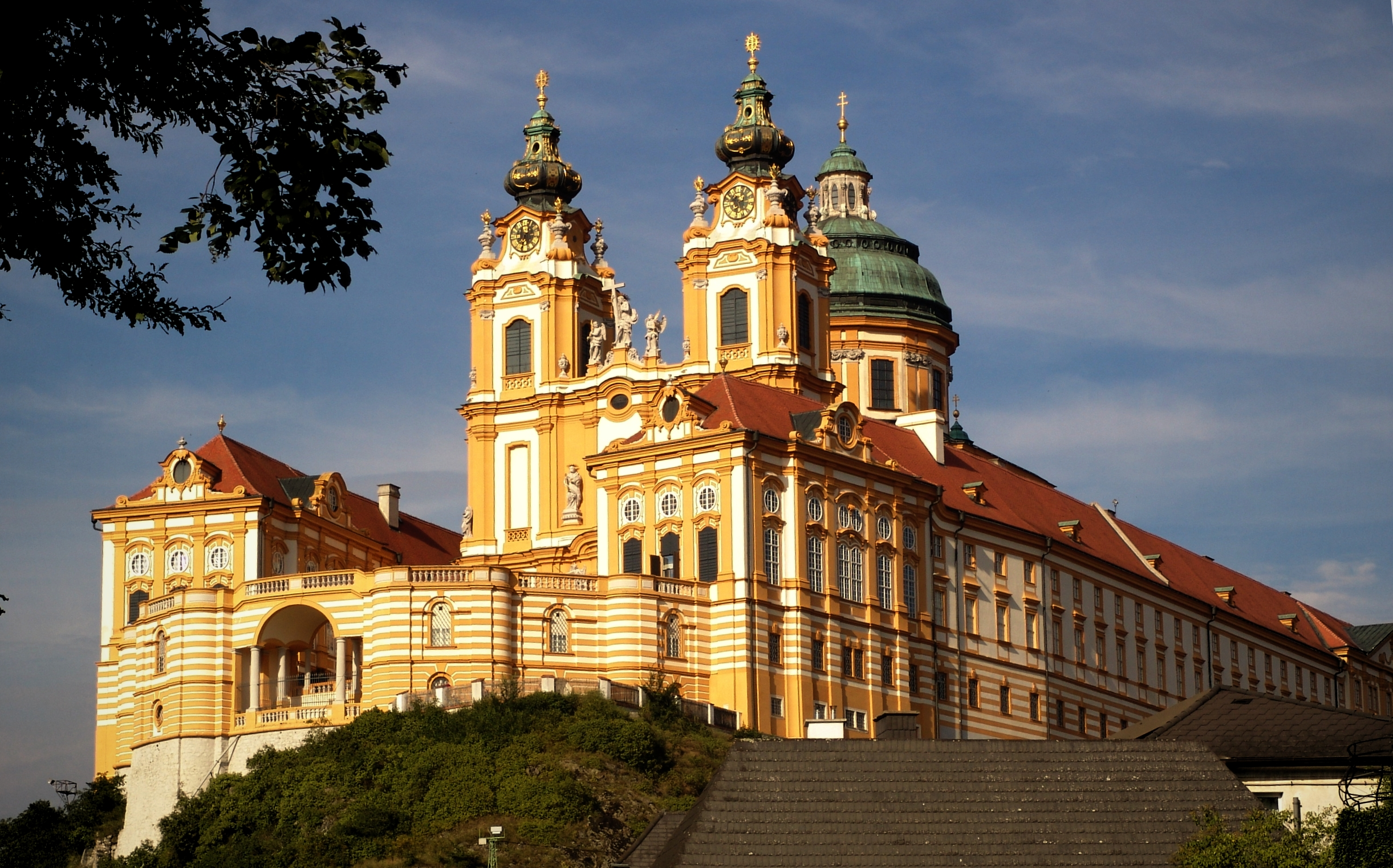
L'abbaye de Melk.

## Géographie

### Géographie humaine

#### Découpage administratif du Land
La Basse-Autriche est découpée en quatre régions correspondant aux différents paysages : le Weinviertel (région viticole) et le Waldviertel (région forestière) au nord ainsi que le Mostviertel (région du cidre) et le Industrieviertel (région industrielle) au sud du Danube. 
| Districts de Basse-Autriche | - Waldviertel, région forestière - Weinviertel, région viticole - Mostviertel, région du cidre - Industrieviertel, région industrielle |

#### Frontières
La Basse-Autriche entoure complètement le land-capitale de Vienne. Au Nord, elle a une frontière commune avec la Bohême-du-Sud et la Moravie-du-Sud, deux divisions administratives de la Tchéquie. Les régions slovaques de Trnava et celle de Bratislava se situent au Nord-Est du Land. En tout, la Basse-Autriche a une frontière de 414 kilomètres avec l'étranger, ce qui la place au deuxième rang des Länder autrichiens possédant une frontière avec les États limitrophes de l'Autriche. Enfin, la Basse-Autriche jouxte les Länder autrichiens suivants : au Sud-Est le Burgenland, au Sud la Styrie et à l'Ouest la Haute-Autriche.

#### Tourisme
- Musée régional de la Préhistoire à Asparn.

### Géographie physique

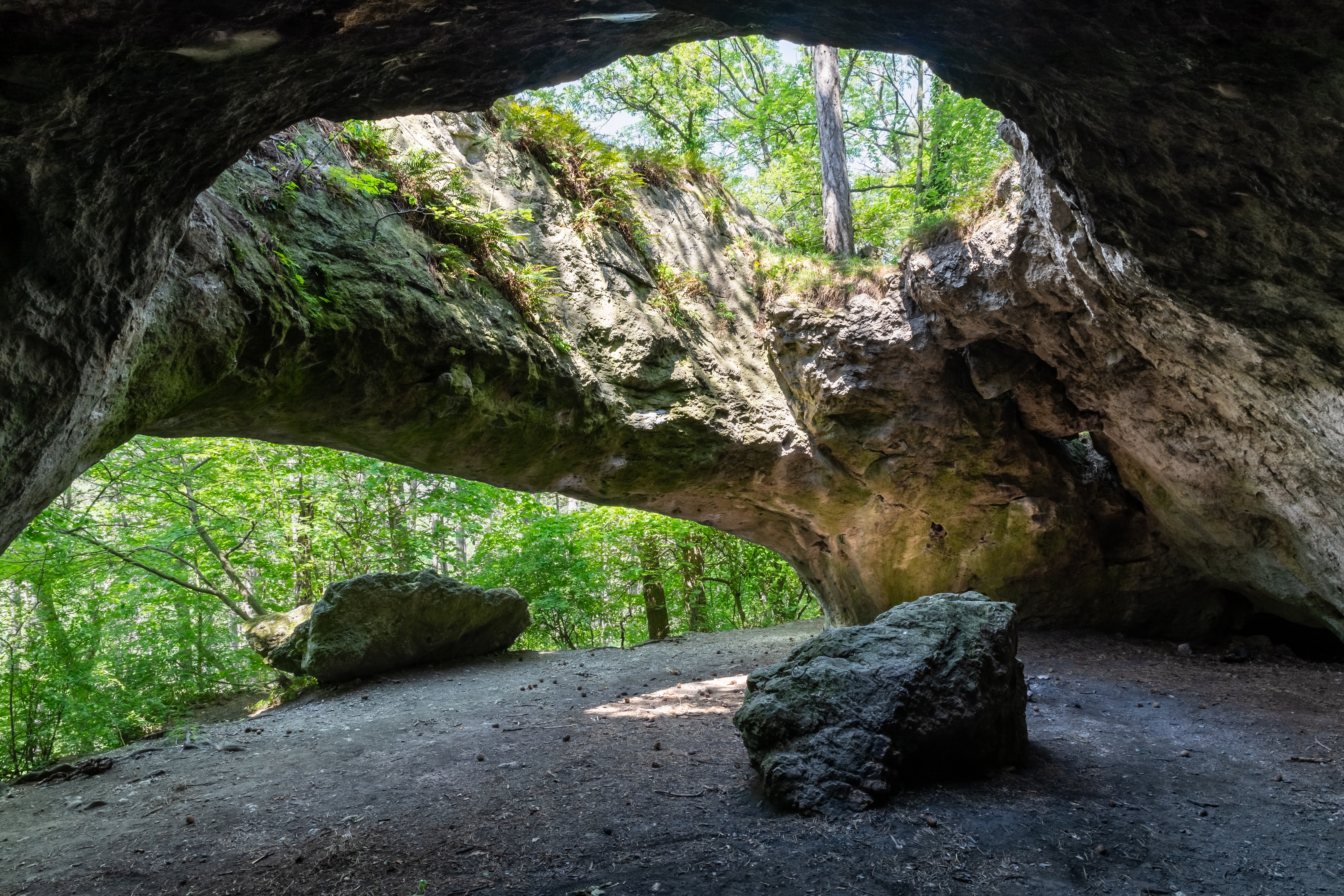
La grotte du roi, près de Baden (Autriche) en Basse-Autriche. Mai 2019.

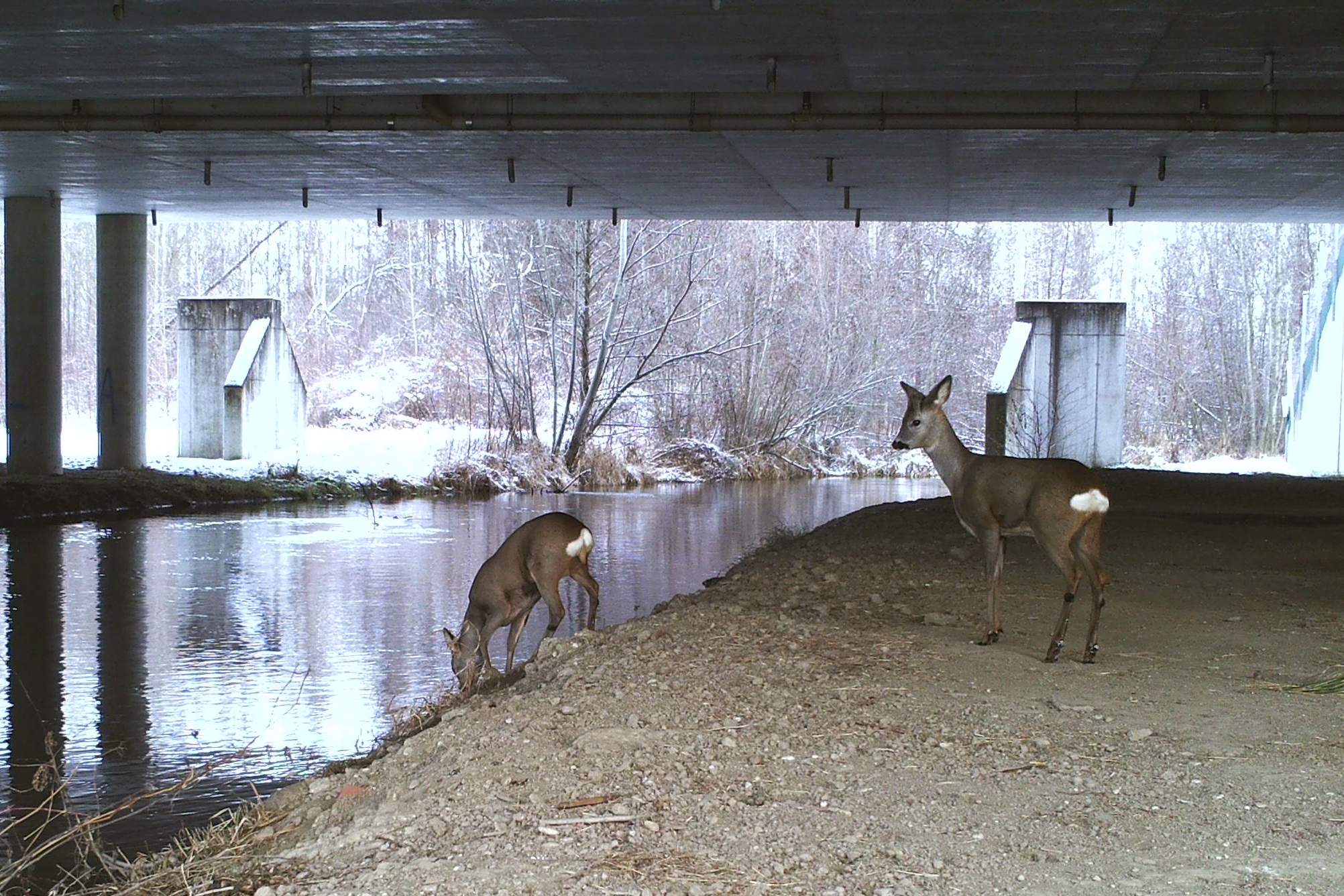
Chevreuils en Basse-Autriche.

#### Montagnes
- Schneeberg (Klosterwappen ; 2 076 m)
- Rax (Scheibwaldhöhe ; 1 943 m)
- Ötscher (1 893 m)
- Dürnstein (1 878 m)
- Alpes de Mürzsteg (Ameisbühel ; 1 828 m)
- Hochkar (1 808 m)
- Hochwechsel (1 743 m)

#### Cols des Alpes
- Semmering (985 m)
- Wechsel (980 m)

#### Cours d'eau
- Danube
- Enns
- Erlauf
- Fischa
- Göllersbach
- Gölsen
- Kamp
- Krems
- Lainsitz
- Leitha
- Melk
- March
- Pielach
- Pulkau
- Schwechat
- Thaya
- Traisen
- Wien
- Ybbs
- Ysper

#### Lacs
- Lac de Stausee Ottenstein (4,3 km2)
- Lac de Lunz (0,69 km2)
- Lac d'Erlauf (à peu près la moitié de la superficie se situe en Basse-Autriche ; 0,56 km2)

## Histoire

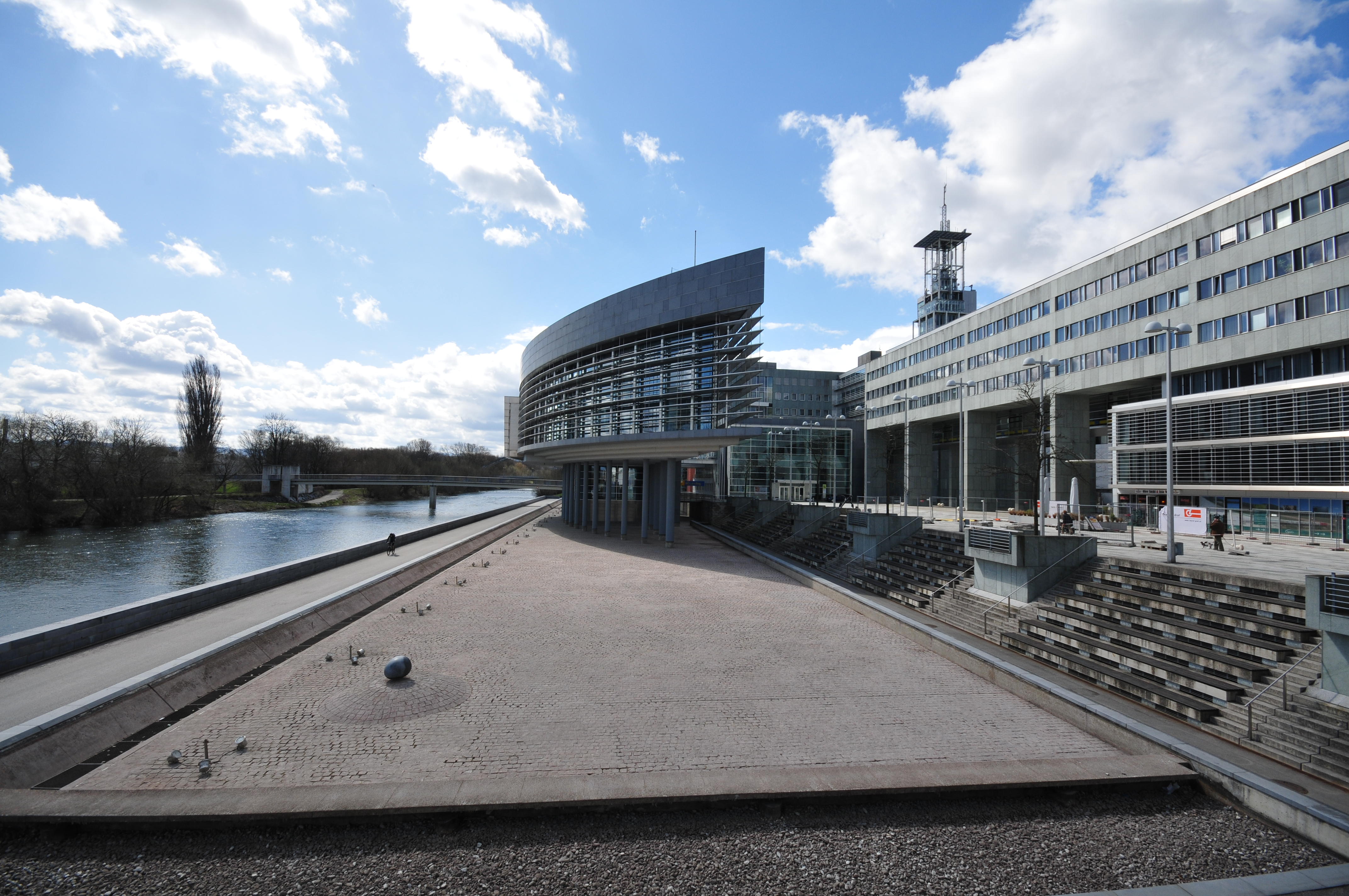
La maison du Land (Landhaus) de Basse-Autriche, à Sankt Pölten.

Le 10 novembre 1920, jour de l'entrée en vigueur de la Constitution fédérale de l'Autriche, la ville-état de Vienne jouit du droit d'être un Land indépendant de celui de la Basse-Autriche. Cependant, les instances décisionnelles (gouvernement et parlement) de Basse Autriche restent dans la capitale de la jeune république autrichienne, et il faut attendre 1986 pour que Vienne cesse d'être la capitale du Land. C'est alors la ville de Sankt Pölten qui le devient officiellement. Dix années supplémentaires seront nécessaires pour que celle-ci puisse accueillir de facto les institutions officielles.

## Administration

### Villes à statut
- Krems an der Donau
- Sankt Pölten
- Waidhofen an der Ybbs
- Wiener Neustadt

### Districts
- Amstetten
- Baden
- Bruck an der Leitha
- Gänserndorf
- Gmünd
- Hollabrunn
- Horn
- Korneuburg
- Krems-Land
- Lilienfeld
- Melk
- Mistelbach
- Mödling
- Neunkirchen
- St. Pölten-Land
- Scheibbs
- Tulln
- Waidhofen an der Thaya
- Wiener Neustadt-Land
- Wien-Umgebung (de 1954 à 2016)
- Zwettl

## Carte interactive des districts de Basse-Autriche

### Organisations internationales
- Académie internationale de lutte contre la corruption (IACA)

### Environnement
Jeudi 5 novembre 2015, la Basse-Autriche a annoncé couvrir l’intégralité de sa consommation d’électricité avec des énergies renouvelables, à savoir 63 % d’énergie hydraulique, 26 % d’éolien, 9 % de biomasse et 2 % de solaire.

## Sources